# Юдит (графиня Нанта)
Юдит (фр. Judith, брет. Judit; умерла 27 февраля 1063) — графиня Нанта с 1051, дочь Юдикаэля, графа Нанта.

## Биография
Около 1026 года Юдит вышла замуж за графа Корнуая Алена. После смерти в 1051 году графа Матье, единственного сына Будика, брата Юдит, её мужу Алену удалось захватить графство Нант от имени своего сына Хоэля, несмотря на претензии герцога Бретани Конана II, который распространил свою власть на графство, а в 1054 году пытался безуспешно захватить Нант.
С этой даты Хоэль правил Нантом от имени своей матери. Он примирился с Конаном II, женившись в 1066 году на его сестре Авуазе. Юдит скончалась 27 февраля 1063 года. 

## Брак и дети
Муж с ок. 1026: Ален (ум. 1058) — граф Корнуая с 1026. Дети:
- Хоэль II (ок. 1030 — 13 апреля 1084), герцог Бретани, граф Нанта, граф Корнуая и титулярный граф Ренна
- Агнес; муж — Эд I (ок. 997 — 1 октября 1040), граф де Пентьевр
- Будик (ум. 1091)
- Керак (ум. 1076/1078)
- Бенедикт (ум. 2 января 1115)
- дочь
- Годиерна